# Bestenliste österreichischer Triathleten auf der Ironman-Distanz
Die Bestenliste österreichischer Triathleten auf der Ironman-Distanz umfasst alle Zeiten, die weltweit von österreichischen Männern bei einem Triathlon über die Langdistanz bzw. Ironman-Distanz (3,86 km Schwimmen, 180,2 km Radfahren und 42,2 km Laufen) erzielt wurden.(Stand: 06. Oktober 2024)

## Kriterien für die Bestzeiten
Jeder Athlet wird hier in dieser Liste mit seiner persönlichen Bestzeit angeführt. Berücksichtigt wurden Zeiten von für Österreich startenden Amateuren und Profis unter 8:20 Stunden seit Oktober 1982. 
Wettkämpfe, bei denen witterungsbedingt nur ein Duathlon ausgetragen wurde oder bei dem einzelne Teildistanzen stark verkürzt wurden, finden hier keine Berücksichtigung. Eine offizielle Vermessung der Strecken – wie in der Leichtathletik mit dem Jones-Counter – erfolgt im Triathlon bis jetzt nicht. Die Rennen sind deshalb aufgrund einer nicht ganz genauen Länge nur begrenzt bzw. eingeschränkt vergleichbar. Auch die Zeiten bei ein und demselben Wettkampf, wie auch auf Hawaii, sind durch Streckenänderungen, Baustellen, Beschaffenheit oder Veränderung des Straßenbelags, Verlegungen und Veränderungen der Wechselzonen nicht vergleichbar.

Bei den hier aufgeführten Zeiten handelt es sich um Ergebnisse, die bei Wettkämpfen mit offiziellem Windschattenverbot erzielt worden sind. Die offiziellen Verbände ITU, ETU und ÖTRV führen keine Rekorde oder Bestenlisten. 
Die Ergebnisse der Frauen finden sich in der Bestenliste österreichischer Triathletinnen auf der Ironman-Distanz.

## Liste der Bestzeiten
| Platz | Name                    | Jahr | Zeit    | Veranstaltung              | Bemerkung / Titel                                                              | Quelle |
| ----- | ----------------------- | ---- | ------- | -------------------------- | ------------------------------------------------------------------------------ | ------ |
| 1     | Michael Weiss           | 2019 | 7:47:12 | Ironman Mexico             | ÖM (2014, 2016, 2020) 2011 wegen Dopings für 2 Jahre gesperrt                  | [ 2 ]  |
| 2     | Paul Ruttmann           | 2022 | 7:47:53 | Austria Triathlon          | ÖM (2018, 2019, 2022)                                                          |        |
| 3     | Thomas Steger           | 2021 | 7:54:56 | Challenge Almere-Amsterdam |                                                                                | [ 3 ]  |
| 4     | Maximilian Hammerle     | 2020 | 7:55:11 | Austria Triathlon          |                                                                                |        |
| 5     | Georg Enzenberger       | 2020 | 7:59:02 | Austria Triathlon          |                                                                                | [ 3 ]  |
| 6     | Sebastian Aschenbrenner | 2024 | 8:05:03 | Ironman Barcelona          |                                                                                |        |
| 7     | Andreas Silberbauer     | 2024 | 8:07:12 | Ironman Barcelona          |                                                                                |        |
| 8     | Georg Swoboda           | 2014 | 8:07:21 | Austria Triathlon          | ÖM (2012, 2013, 2014, 2015) 2006 wegen Dopings für 2 Jahre gesperrt            | [ 4 ]  |
| 9     | Andreas Giglmayr        | 2014 | 8:09:06 | Ironman Austria            | ÖM (2002, 2008 und 2013)                                                       | [ 5 ]  |
| 10    | Alexander Frühwirth     | 2005 | 8:11:08 | Austria Triathlon          | ÖM (2000, 2003, 2006, 2007, 2008)                                              | [ 6 ]  |
| 11    | Hannes Hempel           | 2008 | 8:16:56 | Ironman Austria            | ÖM (1993, 1999) wegen Dopings 2008 für vier Jahre und 2013 lebenslang gesperrt |        |
| 12    | Stephan Benedikt        | 2024 | 8:17:42 | Ironman Barcelona          |                                                                                |        |
| 13    | Sebastian Schatz        | 2025 | 8:19:04 | Ironman Copenhagen         |                                                                                |        |
| 14    | Paul Reitmayr           | 2016 | 8:19:52 | Ironman Austria            | ÖM (2007, 2013)                                                                |        |
| 15    | Norbert Langbrandtner   | 2007 | 8:19:58 | Ironman Austria            | ÖM (2002, 2005, 2007)                                                          |        |

(ÖM = Österreichischer Meister, EM = Europameister, WM = Weltmeister)